# Scotozous dormeri
Scotozous dormeri é uma espécie de morcego da família Vespertilionidae. Pode ser encontrada no Bangladesh, Butão, Índia e Paquistão. É a única espécie do gênero Scotozous.